# پودویژبیه (گمینا ژلخوف)
پودویژبیه (به لهستانی:  Podwierzbie) یک روستا در لهستان است که در گمینا ژلخوو واقع شده‌است.